# Sylvester (cràter)

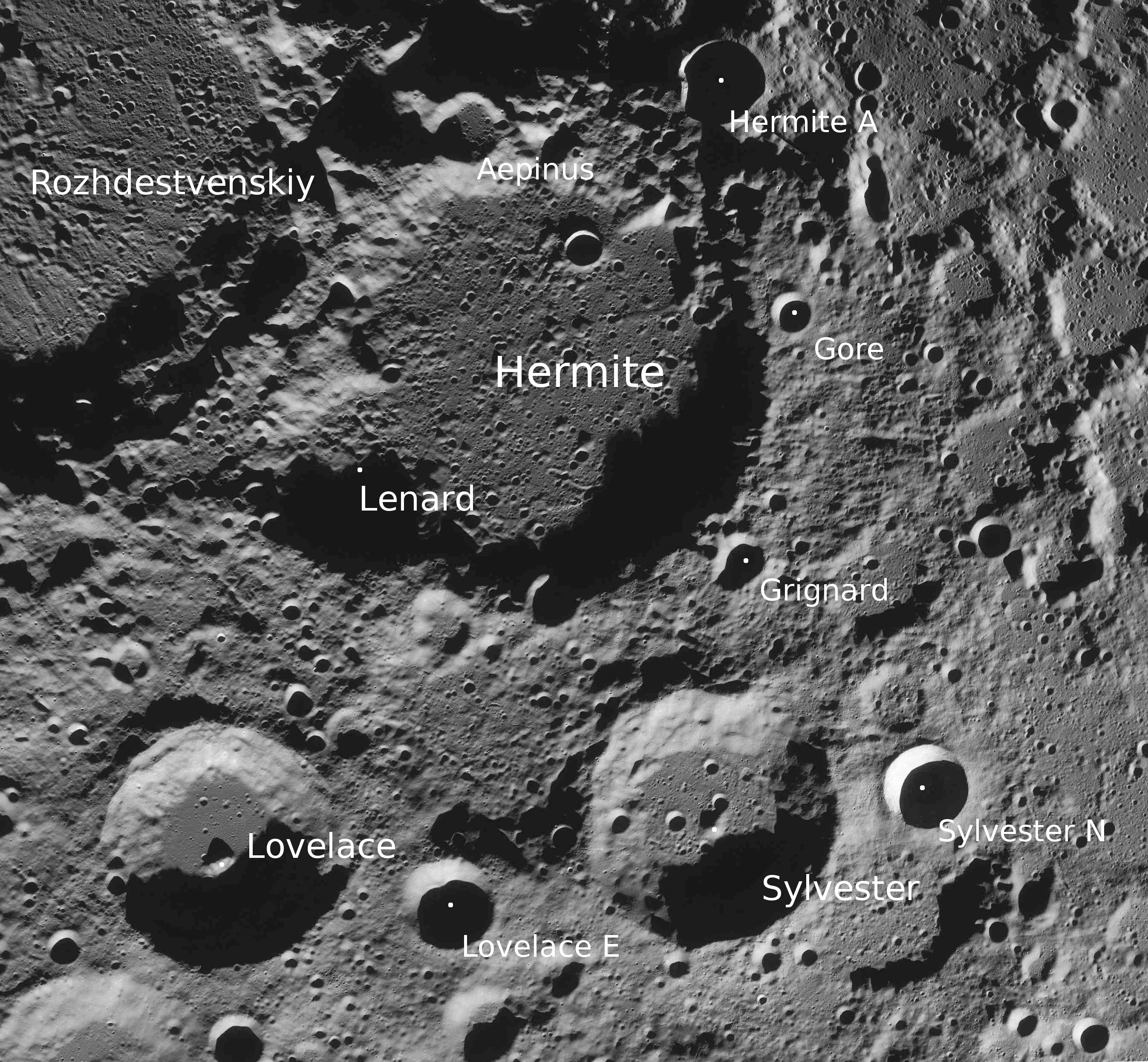
Fotografia de la missió Lunar Reconnaissance Orbiter

Sylvester és un cràter d'impacte que es troba prop del pol nord de la Lluna, en el terminador nord que delimita la zona de libració. Es localitza just al sud-sud-est dels cràters Grignard i Hermite (aquest últim es troba a menys d'un diàmetre del pol). Al sud de Sylvester apareix Pascal. A causa de la seva ubicació, Sylvester rep la llum del sol sol en un angle molt baix.

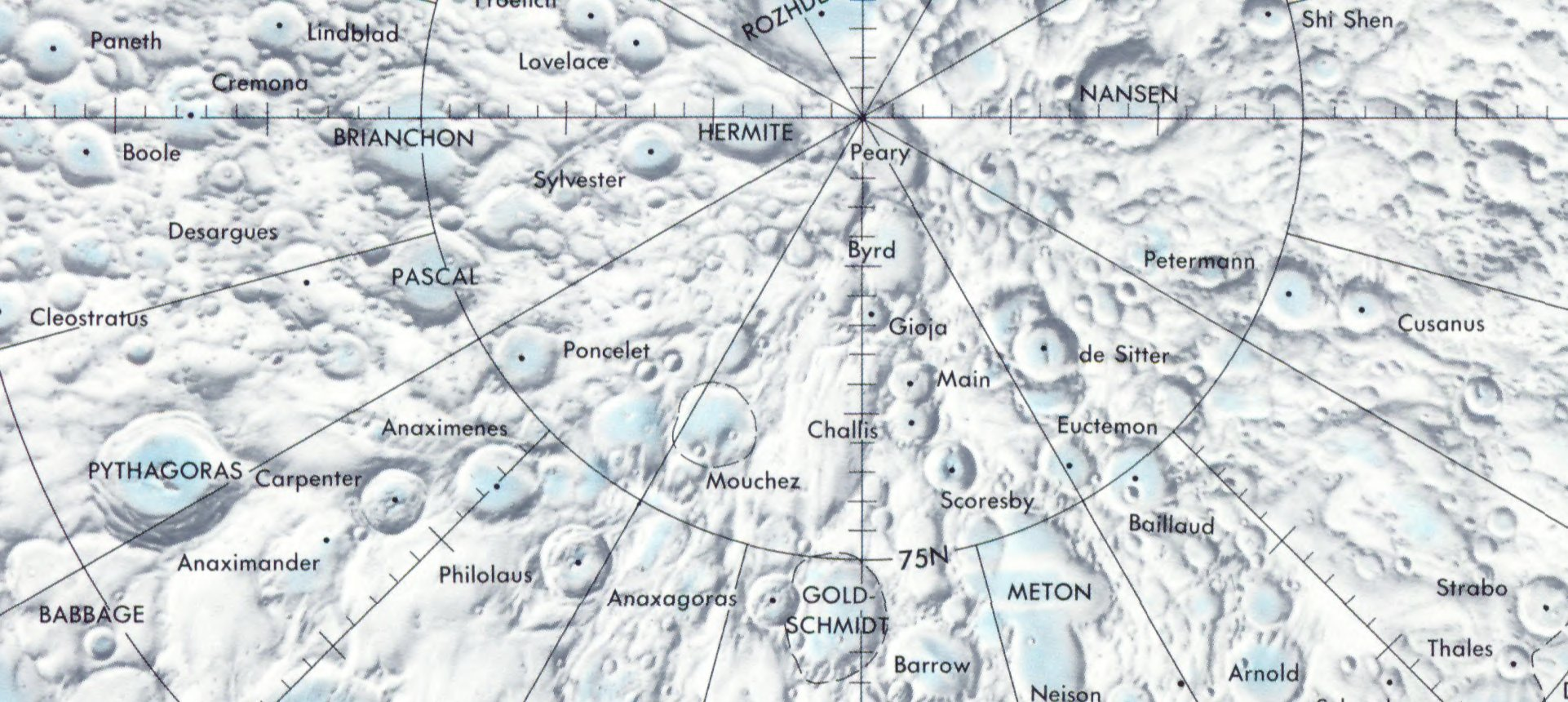
Localització de Sylvester (prop del centre de la meitat superior de la imatge)

Aquest cràter és generalment circular, amb una vora afilada que ha rebut una moderada quantitat de desgast. No existeixen cràters notables en l'entorn, encara que Sylvester envaeix un cràter més petit de vora rasa al sud-est. El sòl interior és relativament pla, però marcat per diversos petits cràters. En el punt central posseeix un petit pic central.

## Cràters satèl·lit
Per convenció aquests elements són identificats en els mapes lunars posant la lletra en el costat del punt central del cràter que està més proper a Sylvester.
|           | \| Sylvester \| Coordenades \| Diàmetre \| \| --------- \| ------------------------------------ \| -------- \| \| N \| 82° 24′ N, 67° 18′ O / 82.4°N,67.3°O \| 20 km \| |          |
| Sylvester | Coordenades | Diàmetre |
| N         | 82° 24′ N, 67° 18′ O / 82.4°N,67.3°O | 20 km    |